# Jack Phillips
John George "Jack" Phillips, född 11 april 1887, död 15 april 1912, var telegrafist, tillsammans med Harold Bride, ombord på det välkända fartyget RMS Titanic, vilken kolliderade med ett isberg natten till den 15 april 1912 och sjönk, varvid Phillips omkom.
Jack Phillips hade en betydande roll vid Titanics förlisning, då det var han som mottog meddelandet från bland annat SS Californian. Dennes telegrafist sände ut en telegrafrapport som löd: Vi har tvingats stoppa och är nu omgivna av is”. Phillips, som var mitt uppe i sitt aktiva arbete, svarade: ”Håll tyst! Jag arbetar”.
Mest känd är dock Phillips som den man som tillkallade hjälp medan skeppet sjönk. Storbritanniens största Titanic-minnesmärke kom att bli John "Jack" Phillips efter katastrofen.
Marconi's trådlösa telegraf kunde sända meddelanden från vilken plats som helst på jorden. Den som hade hand om apparaten på Titanic var Jack Phillips. Jack var en av Marconi Companys mest meriterade telegrafister. Han hade tidigare tjänstgjort på andra fartyg, som RMS Lusitania, Mauretania och Oceanic, och var sedd som en av de bästa i världen. Jack använde en helt ny teknik, i hopp om att rädda de som var ombord på Titanic.
1912 hade inte många fartyg radiotelegraf. Och på de skepp som hade det var den inte främst betraktad som nödsändare. Den användes för kommersiell trafik, som att meddela ankomsttider och stämma möten med folk i land. Telegrafisterna var så upptagna med passagerartelegram att de inte hann lyssna på varningar om is från andra fartyg. Medan Jack Phillips satt och skickade dagens telegram inkom en isvarning 21:40 från Masaba. Då det är sagt att Jack ska ha sagt: "Håll tyst, jag arbetar!" Jack tog alltså inte emot varningen, och två timmar senare kolliderade Titanic med ett isberg.
Phillips insåg att radiotelegrafen var det enda sättet att skaffa hjälp och började sända nödsignaler medan skeppet sjönk. Med den kunde han nå vilket fartyg som helst inom 2000 sjömils avstånd från skeppet. Carpathia var det närmaste som reagerade, men det var fortfarande flera timmar bort, så Jack fortsatte att skicka nödsignaler.
Kaptenen, Edward Smith, kom till telegrafhytten strax efter klockan två och befriade dem från deras poster, "Män, ni har gjort er fulla plikt, och kan inget mer göra. Överge era hytter. Nu är det varje man för sig själv." varpå Jack tittar upp för en sekund, och återvänder till att sända. Kaptenen försökte då ännu en gång. "Ni ser efter er själva. Jag frigör er." En paus, sedan lägger han till: "Det är så det är vid den här typen av tid... varje man för sig själv." Sedan lämnar han rummet. Phillips fortsätter att sända. Det var då troligen vatten i hytten, eftersom den låg nära fören.
Medan fartyget sjönk valde Jack att riskera livet, genom att sitta kvar och sända för att nå ett närmare fartyg. Bara två minuter innan Titanic sjönk sände han det sista meddelandet. Han undkom att dras ner i djupet, och visste tack vare radiotelegrafen att hjälp var på väg, men omkom sannolikt genom att frysa ihjäl i havet. Fyra timmar senare anlände Carpathia. Fartyget hittade 705 överlevande av de totalt 2200 som var ombord.
Marconi's uppfinning blev efter katastrofen obligatorisk på alla fartyg efter Titanic-katastrofen. Den visade mänskligheten hur viktig radiotelegrafen är, och utan den hade inget fartyg kommit till undsättning.